# Центральный район (Херсон)

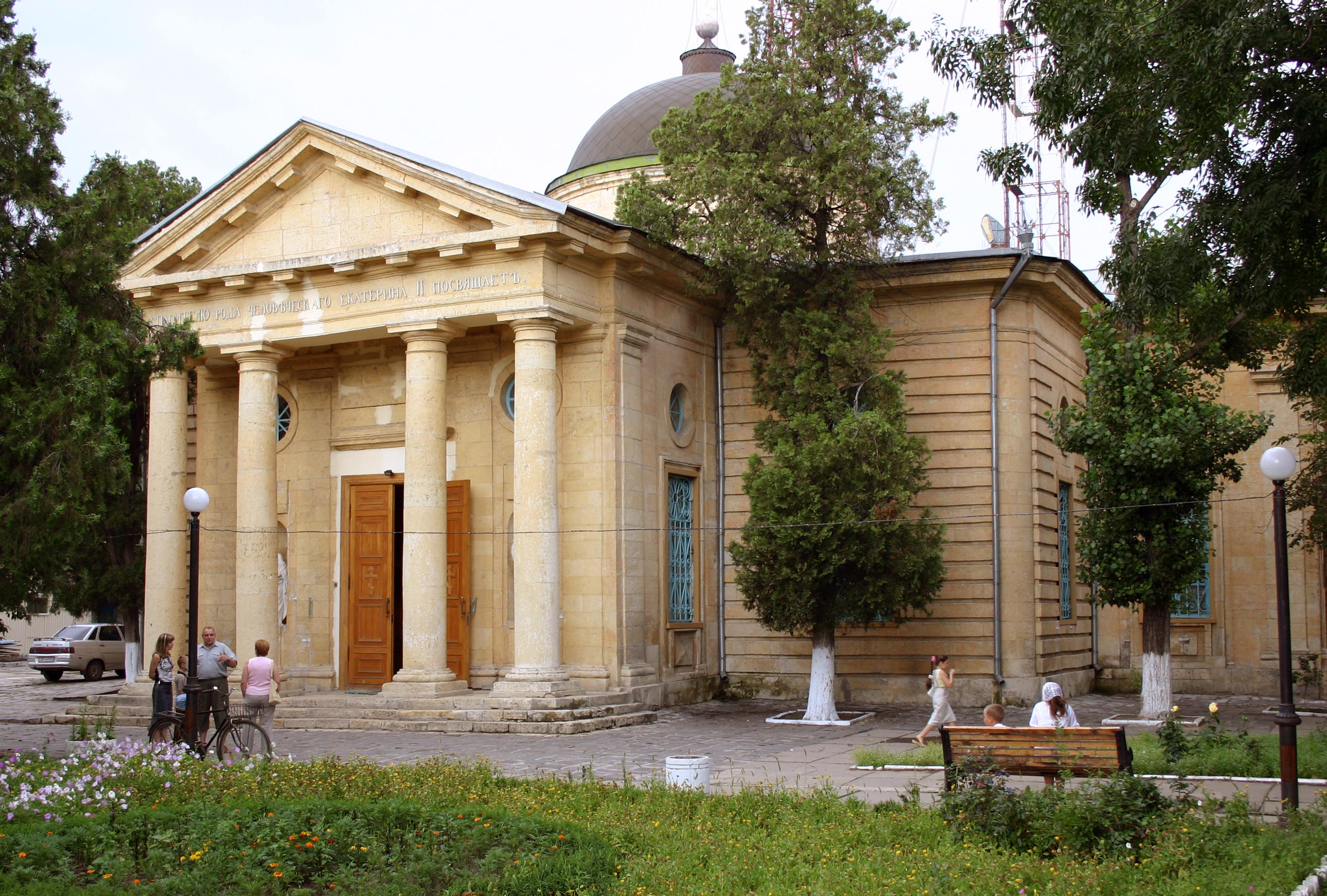
Екатерининский собор, построенный по указу основателя города Григория Потёмкина. В нём он был похоронен в 1791 году

Центральный район (укр. Центра́льний райо́н; до 2023 года — Суворовский район, укр. Суво́ровський райо́н) — административный район Херсона (Украина). Старейший административный район города, в его пределах расположен исторический центр Херсона. В состав Центрального района входят также район Мельницы, микрорайоны Таврический, Северный и Степановская сельская рада.

## История
Суворовский район образован 4 января 1965 года. 18 октября 2023 года распоряжением начальника Херсонской ГВА Романом Мрочко район был переименован в Центральный.

## Население

### Языковой состав
Родной язык населения по данным переписи 2001 года:
| Язык       | Численность, чел. | Доля     |
| ---------- | ----------------- | -------- |
| Украинский | 68 173            | 54,08 %  |
| Русский    | 56 302            | 44,66 %  |
| Другое     | 1 589             | 1,26 %   |
| Итого      | 126 064           | 100,00 % |

## Экономика
Херсонский морской порт вляется важнейшим градообразующим и бюджетонаполняющим предприятием Центрального района и всего города.